# Sela Miller
Sela Miller (* 10. Juli 1967 in Würzburg als Gisela Müller) ist eine deutsche Schriftstellerin und Crossover-Künstlerin.

## Leben
Sela Miller wuchs auf in Würzburg und studierte Theaterwissenschaft, Soziologie und Amerikanistik an der Friedrich-Alexander-Universität Erlangen-Nürnberg und an der Ludwig-Maximilians-Universität in München. Sie schloss das Studium mit dem Grad des Magister ab.
Bereits während des Studiums war sie an verschiedenen deutschsprachigen Theatern im Bereich Regie tätig, unter anderem lernte sie bei der Opernregisseurin Ruth Berghaus und war Regieassistentin am Staatstheater Nürnberg, am Staatstheater Stuttgart, bei der Münchener Biennale, dem Internationalen Festival für neues Musiktheater, und realisierte eigene Theaterprojekte.
Seit 1995 wendete sie sich dem Thema Medienkunst zu und war eine der frühen Autorinnen von Netzliteratur und deutschsprachiger Flash Fiction. Zusammen mit dem Regisseur und Autor Horst Konietzny gründete sie 1999 die Internetplattform theatermaschine.net mit den thematischen Schwerpunkten Theater, Performance, Medien, Intermediales. Bis 2009 war Miller Redaktionsmitglied.
Die ersten literarischen Texte veröffentlichte sie seit 1997 in Literaturzeitschriften und selbstgestalteten literarischen Weblogs (bis 2016 noch unter dem Autorinnennamen Gisela Müller).
Seit 2013 archiviert das Deutsche Literaturarchiv Marbach (Deutsches Literaturarchiv Marbach) im Pilotprojekt Netzliteratur authentisch archivieren und verfügbar machen einige dieser frühen Netzliteraturprojekte.
Miller entwickelte ortsspezifische Literaturprojekte, Textinstallationen, Performances und performative Lesungen als Einzelarbeiten sowie in Kooperation mit Künstlerinnen und Künstlern aus den Bereichen Performance, Musik, Video, Bildende Kunst. Sie benutzt für ihre Form des grenzüberschreitenden Erzählens im Spannungsfeld von Prosa, Lyrik, Kurzgeschichte und dokumentarischer Fiktion den Begriff „Wilde Prosa“.
2008 und 2010 trat sie mit dem Kunstprojekt Rollatorenkonzert in Erscheinung. zusammen mit der Performancekünstlerin Ruth Geiersberger und dem Sänger Walter Siegfried in München und Hamburg in Erscheinung.

## Auszeichnungen
- 1998: 1. Preis der Zeitschrift com!online, für das Netzliteraturprojekt POPstory.
- 2002: Beteiligung am 6. Klagenfurter Literaturkurs im Rahmen der Deutschsprachigen Tage der Literatur[10]
- 2002: Artist-in-Residence im Schweizer L’arc – Littérature et atelier de réflexion contemporaine.[11]
- 2004: Stipendium der Internationalen Künstlerinnenstiftung „Die Höge“[12][13]
- 2010: Theaterstipendium der Stadt München.

## Veröffentlichungen
Print (Auswahl)
- Die Tulpen benehmen sich seltsam. Kurze Geschichten und fast Gedichte. Büro Wilhelm Verlag, Amberg 2021, ISBN 978-3-948137-44-1[14]
- Rose fährt Rennrad, Geschichten und Fragmente, Müry Salzmann Verlag, Salzburg 2017, ISBN 978-3-99014-147-2[15][16]
- (Leise), Prosa. In: außerdem, Literaturzeitschrift, München 2013
- über das, was nicht ist, Erzählung. Im Katalog zum Projekt „pfartfinder. Künstlerische Projekte im Stadtraum“, Hrsg.: Hansestadt Stade 2009, ISBN 978-3-938528-09-9
- Rollatorenkonzert, Begleitbuch zum gleichnamigen Projekt, hyperzine Verlag, Hamburg/München 2008, ISBN 978-3-938218-29-7[17]
- Magnetische Feldlinien, Erzählung. In: Zukunft findet Stadt, Magazin zum gleichnamigen Projekt, hrsg. von der Landeshauptstadt München 2008[18]
- Eine halbe Minute Text, eine halbe Minute Ruhe, Prosa. In: Manuskripte, Sonderveröffentlichung zum Steirischen Herbst Graz 2007, S. 37
- Tatort!!!, Erzählung. In: Luitpold Lounge Magazin, München 2005[19] und in: Freie Klasse München denkt weiter nach, Büro Wilhelm Verlag, Amberg 2015, ISBN 978-3-943242-51-5
- verhalten optimistisch, literarischer Essay. In: schreibkraft, Feuilletonmagazin, Graz 2005, ISBN 3-902106-07-7[20]
- webtexte, Sonderedition der Internationalen Künstlerinnenstiftung Die Höge, Bremen 2004
- bauch zeigen, Erzählung. In: schreibkraft, Feuilletonmagazin, Graz 2003, ISBN 3-902106-05-0[21]
- Bahnhof, kurze Prosa. In: DECISION, Zeitschrift für deutsche & französische Literatur, Bielefeld 2003, ISSN 0935-8110
- Bettgeschichte, Erzählung. In: Big Business Literatur,--, Wien 2002, ISBN 978-3-85486-139-3[22]
- Lola springt, Erzählung. In: Konzepte, Literatur zur Zeit, Hrsg.: Bundesverband Junger Autoren 2002, ISSN 0179-0676 [23]

Netzliteratur
- HEIM@TMUSEUM, 2000/2001, fiktionales Weblog[24]
- SMS Services – Text on Demand, Flash Fiction; erstes literarisches SMS-Projekt in der Geschichte der Mobilfunkkommunikation, zusammen mit Horst Konietzny, 2000[25][26]
- HEIMATMUSEUM II, Flash Fiction, 2004[27]
- Die Worldwatchers, fiktionales Weblog zusammen mit Susanne Berkenheger, 2003[28][29]
- LEi/iEBESÜBUNGEN, Flash Fiction, 2002[30][31]

Literaturprojekte im öffentlichen Raum
- über das, was nicht ist – Literarische Stadtraumintervention, Stade bei Hamburg im Rahmen von PfARTfinder / Skulpturen-Projekt 2009[32][33]
- Fragen ans Wasser – Stadtraumtexte, Hamburg 2009, das Projekt wurde gefördert durch das Bezirksamt Eimsbüttel/Hamburg
- Straßen-Rand-Erscheinungen – Landstraßentexte, an der Landstraße bei Högenhausen/Bremen, 2011, gefördert durch die Internationale Künstlerinnenstiftung Die Höge